# No desearás la mujer de tu hijo
No desearás la mujer de tu hijo es una película mexicana de melodrama de 1949, escrita y dirigida por Ismael Rodríguez Ruelas y protagonizada por Pedro Infante, Fernando Soler, Andrés Soler, Carmen Molina, Amelia Wilhelmy, Amanda del Llano e Irma Dorantes. Esta película está desarrollada en el México rural.

## Argumento
Película melodramática en la que se hace parodia del estereotipo del macho mexicano y se resaltan los valores de la familia y los lazos que la unen, haciendo uso del humor ingenioso y blanco típico de la época. El tema de la edad y el paso del tiempo que deja atrás las locuras de juventud es magistralmente dirigido por Ismael Rodríguez, para lograr una comedia inteligente.
El papel interpretado por Pedro Infante es considerado entre los más destacados de este actor.

## Sinopsis
El remordimiento por la muerte de su esposa, hace a don Cruz encerrarse en su recámara, dispuesto a morir. Sin embargo, el duelo dura poco. Junto a Silvano promete ser un buen amigo y no reemplazar nunca a su esposa. 
Pese a ello, el anciano intenta encontrar un nuevo amor en la joven Josefa, hija de su administrador, sin darse por enterado de que ella a quien ama es a su hijo Silvano. Egoísta por costumbre le pide a su hijo que renuncie a ella para poderla desposar.

## Reparto
- Fernando Soler .... Cruz Treviño Martínez de la Garza (Papá de Silvano y padrino de Josefita)
- Pedro Infante .... Silvano Treviño (Hijo de Cruz
- Andrés Soler .... Laureano (Tío de Silvano y administrador)
- Carmen Molina .... Josefa (Hija de tío Laureano)
- Alejandro Ciangherotti .... Régulo González Galindo (Esposo de Marielba)
- Amelia Wilhelmy .... Agustina (Nana de Cruz y Silvano)
- Amanda del Llano .... Marielba (Exnovia de Silvano y esposa de Régulo González Galindo)
- Irma Dorantes .... Pola (Nieta de la nana Agustina)
- Dalia Íñiguez .... Vivianita (Esposa de Cruz y mamá de Silvano)
- Caballo .... Kamcia (Caballo de Silvano Treviño)
- Salvador Quiroz .... (Doctor)
- Hernán Vera .... Chema (Cantinero)

## Música
Canciones de: Gilberto Parra, Genaro Núñez, Felipe “Charro” Gil, Raúl Lavista. Interpretación de guitarra por el solista: Clemente Perea, Mariachi de Gilberto Parra.
- Tema: “Otra copa compadre” Escrita por: Felipe “Charro” Gil (7 de octubre de 1949), interpretada por Pedro Infante
- Tema: “Qué te falta” Escrita por: Genaro Núñez, interpretada por Pedro Infante y Carmen Molina.

### Otras
- Tema: “Clarín de campaña” Autor: Ruíz Federico?, a capela Fernando Soler y Pedro Infante.

## Curiosidades
- Kamcia el caballo es propiedad del General Manuel Ávila Camacho, entrenado por el Mayor Gabriel Gracida.

- Datos: Q6043716